# Kyowaan Hoshi
Kyowaan Hoshi (jap. 星 キョーワァン, Hoshi Kyōwaan; * 25. Juni 1997 in Shimotsuke, Präfektur Tochigi) ist ein japanischer Fußballspieler.

## Karriere
Kyowaan Hoshi erlernte das Fußballspielen in der Schulmannschaft der Yaita Chuo High School sowie in der Universitätsmannschaft der Komazawa-Universität. Seinen ersten Vertrag unterschrieb er 2020 beim Yokohama FC. Der Verein aus Yokohama spielte in der ersten Liga des Landes, der J1 League. Ende 2019 stieg der Klub aus der zweiten Liga als Vizemeister in die erste Liga auf. Sein Erstligadebüt gab er am 4. Juli 2020 im Heimspiel gegen Hokkaido Consadole Sapporo. Hier stand er in der Startelf und spielte die kompletten 90 Minuten. 2020 absolvierte er neun Erstligaspiele für Yokohama. Anfang 2021 wechselte er auf Leihbasis zum Matsumoto Yamaga FC. Der Verein aus Matsumoto spielte in der zweiten Liga, der J2 League. Nach Ende der Saison 2021 belegte er mit dem Verein den letzten Tabellenplatz und musste in die dritte Liga absteigen. Für Matsumoto absolvierte er 20 Zweitligaspiele. Die Saison 2022 wurde er an den Drittligaaufsteiger Iwaki FC ausgeliehen. Am Ende der Saison feierte er mit dem Verein aus Iwaki die Meisterschaft und den Aufstieg in die zweite Liga. Nach Vertragsende in Yokohama unterschrieb er im Februar 2023 einen Vertrag beim Zweitligisten Blaublitz Akita.

## Erfolge
Iwaki FC
- Japanischer Drittligameister: 2022  ▲